# Svarthuvad spatelstjärtsskata

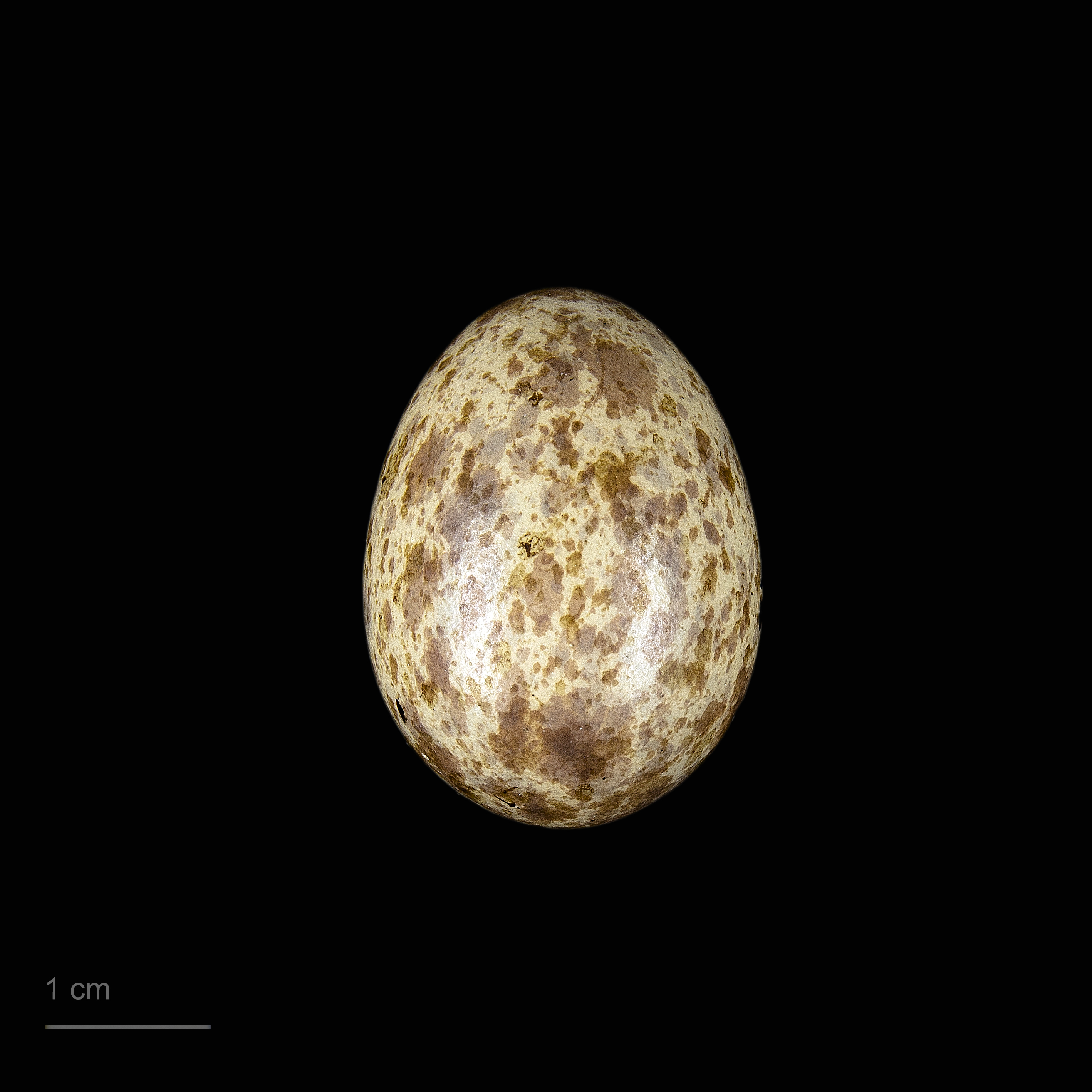
Crypsirina cucullata

Svarthuvad spatelstjärtsskata (Crypsirina cucullata) är en fågel i familjen kråkfåglar inom ordningen tättingar.

## Utseende och läte
Svarthuvad spatelstjärtsskata är en liten (29–31 cm) och slank silvergrå kråkfågel med tydligt svart på huvud och vingar och en mycket lång stjärt med spatelformad spets. Näben är rätt kort men kraftig. Fjädrar på panna och tygel är sammetsmjuka och formar som en kudde. Lätet är hårt och raspigt.

## Utbredning och systematik
Fågeln förekommer i låglänta områden i Myanmar. Den behandlas som monotypisk, det vill säga att den inte delas in i några underarter.

## Levnadssätt
Arten hittas i torra skogar och buskiga skogskanter, ofta nära bebyggelse. Den ses enstaka, i par eller i små till medelstora flockar.

## Status och hot
Arten har ett litet utbredningsområde och tros minska i antal, dock inte tillräckligt kraftigt för att den ska betraktas som hotad. Internationella naturvårdsunionen IUCN listar därför arten som nära hotad (LC).